# Carl Maempel
Wilhelm Emil Robert Carl Maempel (* 29. August 1859 in Sondershausen; † 6. Juli 1924 ebenda) war ein deutscher Richter und Politiker.

## Leben
Maempel war der jüngste Sohn des Landrats Bernhard Maempel (1816–1870) und dessen Ehefrau Emilie Karoline genannt Lina geb. Hülsemann (1819–1878). Er war evangelisch-lutherischer Konfession und heiratete am 7. April 1900 (standesamtlich)/8. April 1900 (kirchlich) in Kassel Hilda Christine Aloyse Petri (* 30. September 1872 in Wiesbaden). Die Ehefrau war deutschkatholischer Konfession und die jüngste Tochter des Richters und Abgeordneten Wilhelm Petri. Theodor Bauer war sein Schwager; Julius Hülsemann und Wilhelm Hülsemann waren Brüder der Mutter.
Maempel besuchte das Gymnasium in Sondershausen und, ab 1874, in Arnstadt. Sein Onkel Julius fungierte als Vormund. Nach dem Abitur 1879 studierte er Jura in Göttingen. Nach dem Militärdienst als Einjährig-Freiwilliger setzte er das Studium in Heidelberg und Leipzig fort und legte nach dem Referendariat am 16. Juni 1888 die Große Juristische Staatsprüfung („ausreichend“) ab. Danach war er zunächst Gerichtsassessor in Erfurt und trat dann in Schwarzburg-Sondershausener Dienste. Er wurde im Januar 1892 Amtsrichter am Amtsgericht Gehren (ab 1898 mit dem Titel eines Amtsgerichtsrats) und am 1. April 1900 Amtsgerichtsrat am Amtsgericht Arnstadt. Zum April 1904 wurde er zum Landgerichtsrat am Landgericht Erfurt auf die durch Schwarzburg-Sondershausen zu besetzende Stelle befördert. Am 14. Oktober 1921 wurde er dort Landgerichtsdirektor und gleichzeitig Vorsitzender der Strafkammer sowie der Kammer für Handelssachen in Sondershausen. Nach langwieriger Krankheit trat er zum 1. Juni 1924 in den Ruhestand; fünf Wochen später starb er.
Vom 14. Juni 1899 bis zum 29. März 1904 war er Abgeordneter im Landtag des Fürstentums Schwarzburg-Sondershausen. Vom 3. Februar bis zum 29. März 1904 war er dort Parlamentspräsident.

## Auszeichnungen
- Geheimer Justizrat (1918)
- Fürstliches Ehrenkreuz III. Klasse (1901), dazu Eichenbruch (1916)[9]

## Nachweise
1. ↑  Kirchenamtsangabe in Fürstlich Schwarzb. Regierungs- und Intelligenz-Blatt vom 12. November 1859, S. 519.
2. ↑  Verlobungsanzeige in Der Deutsche. Sondershäuser Tageblatt 1899 Nr. 241.
3. ↑  Verzeichnis der Arnstädter Abiturienten S. 22.
4. ↑  ab Mai 1879, mit Angabe: „V: Oberbürgermeister Rat Hülsemann, Arnstadt“ (Die Matrikel der Georg-August-Universität zu Göttingen 1837–1900. 1974, S. 494).
5. ↑  Regierungs- und Nachrichtsblatt für das Fürstenthum Schwarzburg-Sondershausen vom 28. Januar 1892, S. 45.
6. ↑  Der Deutsche. Thüringer Tageblatt 1921 Nr. 241.
7. ↑  Verabschiedung in Der Deutsche. Thüringer Tageblatt 1924 Nr. 128.
8. ↑  Nachruf und Todesanzeigen in Der Deutsche. Thüringer Tageblatt 1924 Nr. 157.
9. ↑  Der Deutsche. Zeitung für Thüringen und den Harz 1901 Nr. 183 und 1916 Nr. 95.

| Personendaten    | Personendaten                     |
| ---------------- | --------------------------------- |
| NAME             | Maempel, Carl                     |
| ALTERNATIVNAMEN  | Maempel, Wilhelm Emil Robert Carl |
| KURZBESCHREIBUNG | deutscher Richter und Politiker   |
| GEBURTSDATUM     | 29. August 1859                   |
| GEBURTSORT       | Sondershausen                     |
| STERBEDATUM      | 6. Juli 1924                      |
| STERBEORT        | Sondershausen                     |